# Adam Dziurzyński (pilot)
Adam Dziurzyński (ur. 12 grudnia 1902 w Ustrzykach Dolnych w ówczesnym województwie lwowskim, zm. 26 kwietnia 1991 w Międzybrodziu Żywieckim) – polski pilot doświadczalny i instruktor szybowcowy, żołnierz Polskich Sił Powietrznych w czasie II wojny światowej, wieloletni kierownik Górskiej Szkoły Szybowcowej „Żar” w Międzybrodziu Żywieckim. Od 2000 r. patron tejże szkoły.

## Życiorys

### Okres II Rzeczypospolitej
Syn Władysława. W Ustrzykach ukończył sześć klas gimnazjum i zgłosił się do służby w odrodzonym Wojsku Polskim. Po zakończeniu wojny polsko-bolszewickiej powrócił do Ustrzyk, gdzie do 1931 r. prowadził rodzinny sklep. W 1933 r. w Ustianowej przeszedł przeszkolenie szybowcowe, a w 1934 r. kurs unifikacyjny dla instruktorów szybowcowych. Rozpoczął pracę zawodową w Wojskowym Obozie Szybowcowym (WOS) w Ustianowej. W 1935 r. wystartował w III Krajowych Zawodach Szybowcowych, podczas których w II grupie zaawansowania wykonał najdłuższy przelot (z czasem 11 h 21 min.) i zajął drugie miejsce pod względem czasu spędzonego w powietrzu (33 h).
W 1936 r. zdobył Srebrną Odznakę Szybowcową i w tym samym roku rozpoczął pracę jako instruktor szybowcowy w Szkole Szybowcowej Aeroklubu Lwowskiego w ośrodku szybowcowym Bezmiechowej. W 1937 r. na szybowcu PWS-101 wziął udział w V Krajowych Zawodach Szybowcowych w Inowrocławiu, podczas których wykonał najdłuższy przelot na odległość 316 km. Rok później wystartował w VI Krajowych Zawodach Szybowcowych rozegranych w Masłowie. 1 lipca 1939 r. objął stanowisko kierownika szkoły szybowcowej Polichno-Pińczów.

### II wojna światowa
We wrześniu 1939 roku ewakuował się wraz ze swoim ośrodkiem Przysposobienia Wojskowego Lotniczego do Rumunii, skąd przedostał się przez Maltę do Francji, gdzie został wcielony do lotnictwa. W styczniu 1940 r. przybył do Anglii i zaszeregowany został do personelu technicznego. Po przeszkoleniu otrzymał przydział do 300 dywizjonu bombowego w stopniu polskim sierżanta jako szef sekcji ekwipunku lotniczego i spadochronowego. Funkcję tę pełnił do zakończenia wojny.

### Kariera lotnicza (po II wojnie światowej)

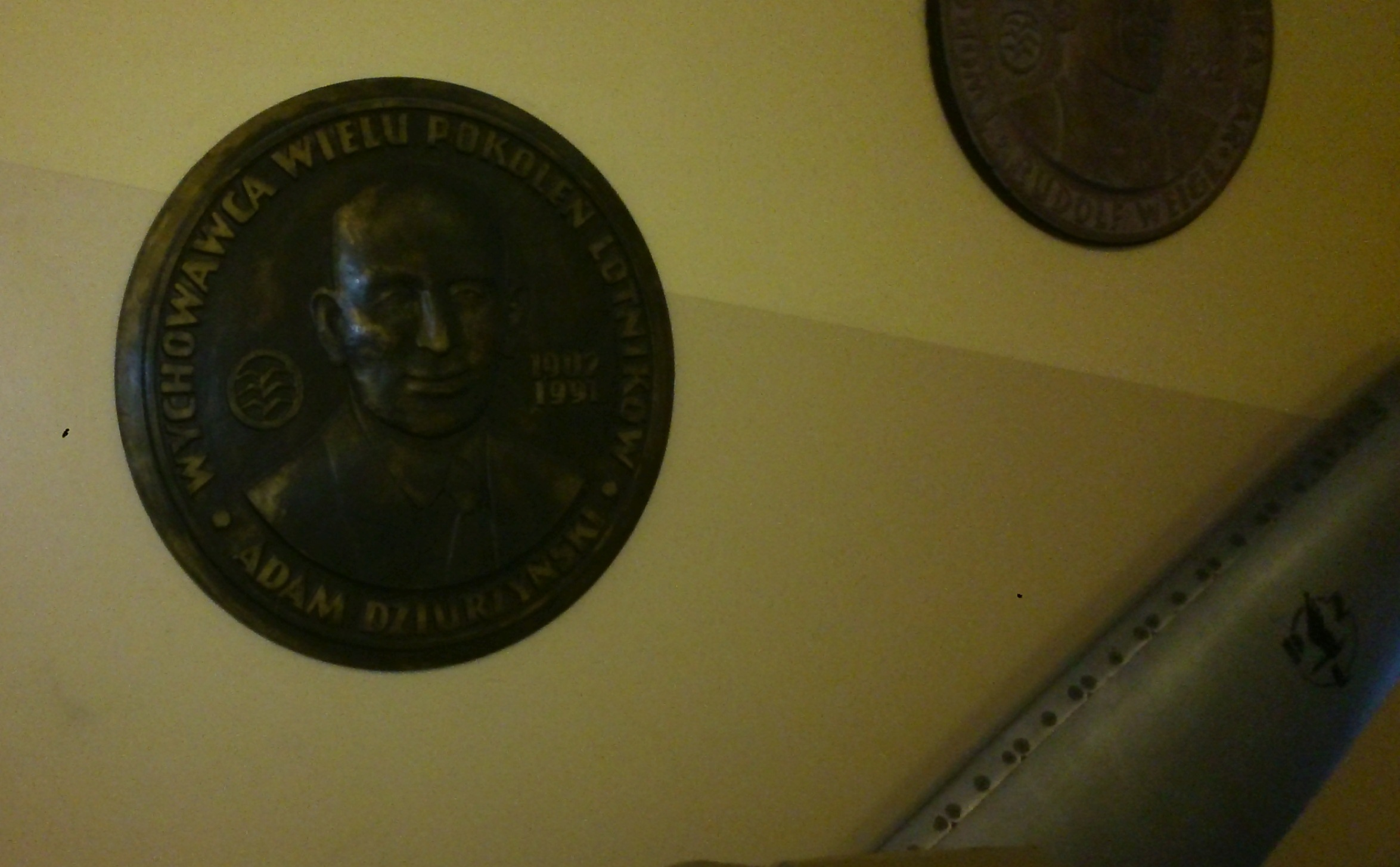
Tablica upamiętniająca Adama Dziurzyńskiego w budynku Górskiej Szkoły Szybowcowej „Żar”

W 1947 r. powrócił do Polski z Wielkiej Brytanii. Objął kierownictwo Szkoły Szybowcowej Żar. Funkcję tę pełnił do grudnia 1951 r. W 1951 r. podjął pracę jako pilot doświadczalny w Szybowcowym Zakładzie Doświadczalnym w Bielsku-Białej. Jako pilot doświadczalny miał wypadek zakończony ukręceniem belki kadłuba w szybowcu SZD-8 Jaskółka z usterzeniem motylkowym podczas wyprowadzaniu szybowca z korkociągu (wypadek zakończony szczęśliwym lądowaniem).
W 1957 r. powrócił do pracy na stanowisku kierownika Szkoły Szybowcowej Żar, stanowisko to pełnił do przejścia na emeryturę w dn. 31 maja 1971 r. W czasie pracy rozpoczęto budowę zbiornika elektrowni szczytowo-pompowej na górze Żar. Dzięki zaangażowaniu Adama Dziurzyńskiego przesunięto umiejscowienie zbiornika na wschód ocalając tym samym budynek szkoły na szczycie góry, wybudowano nowe hangary, szkołę i hotel.

## Poza lotnictwem
Zamiłowany pszczelarz i organizator koła Pszczelarzy w Międzybrodziu Bialskim. Jego pasieka uznawana była za wzorcową i była odwiedzana przez liczne rzesze pszczelarzy.
Do końca życia aktywnie uczestniczył w pracach Koła Łowieckiego „Beskid” w Żywcu. Przez szereg lat był łowczym koła, dbał o szkolenie myśliwych, prowadził wzorową gospodarkę hodowlaną w łowisku. Był też organizatorem wielu imprez myśliwskich i spotkań towarzyskich.

## Odznaczenia
Za wieloletnią pracę w lotnictwie, pszczelarstwie i myślistwie uhonorowany został wieloma wyróżnieniami, medalami i dyplomami, m.in.:
- Krzyż Komandorski Orderu Odrodzenia Polski[2]
- Krzyż Oficerski Orderu Odrodzenia Polski[2]
- Krzyż Kawalerski Orderu Odrodzenia Polski[2]
- Medal Lotniczy – czterokrotnie[8]
- Medal Tańskiego[2] (za rok 1965)
- Srebrna Odznaka Szybowcowa
- Tytuł i odznaka Zasłużony Działacz Lotnictwa Sportowego[2]
- Dyplom FAI im. Paula Tissandiera[2]

## Upamiętnienie
Górskiej Szkole Szybowcowej Aeroklubu Polskiego „Żar” w 2002 r. nadano imię Adama Dziurzyńskiego.

## Miejsce spoczynku
Cmentarz komunalny w Międzybrodziu Żywieckim, Sektor A 1, rząd 12, grób 4.